# Real Maestranza di Cavalleria di Saragozza

Emblema dell'Armeria Reale di Cavalleria di Saragozza

La Real Maestranza di Cavalleria di Saragozza è una nobile istituzione che ha avuto varie funzioni nella città di Saragozza e ha le sue origini nel XII secolo.

## Storia
Durante o dopo la conquista cristiana di Saragozza nel 1118, alcuni cavalieri dell'aristocrazia, seguendo le correnti cavalleresche che regnavano nell'Europa del tempo, furono chiamati tra loro Cavalieri di Sant Jordi, dall'invocazione a Sant Jordi tra i cavalieri del tempo.
Questo gruppo avrebbe in seguito formato un capitolo nobile, il Campidoglio dei Cavalieri e dei Bambini della Città di Saragozza, e la data esatta della sua fondazione è sconosciuta, ma si ritiene che sia stata un po' più tardi della conquista di Saragozza. Questo capitolo, come istituzioni simili, come confraternite o confraternite, ha cercato di difendere i privilegi dei nobili contro la borghesia delle città che stava lentamente guadagnando diritti e privilegi. Il documento più antico conservato in questa istituzione è il 28 marzo del 1291, con il quale il Campidoglio si impegna a cooperare con il Consiglio e i sindacati per mantenere la pace nella città.
Nel XV secolo il Campidoglio fu integrato nell'esercito di Saragozza, dove difendeva i privilegi della città.
Nel 1457 il Campidoglio creò la Confraternita dei Justadores di San Jorge che fu costretta ad organizzare giostre e partite in città in occasione di visite, nascite, matrimoni veri, ecc., In quanto corrisponderebbe alla capitale del regno. Questa confraternita, che aveva la sua sede nel Palazzo dell'Aljaferia a Saragozza, alla fine assorbì il capitolo.